# Ngọc Cẩm
Ngọc Cẩm (21 tháng 9 năm 1930 - 2 tháng 11 năm 2020) là một ca sĩ nhạc tiền chiến và nhạc vàng trước năm 1975. Bà cùng chồng là nhạc sĩ Nguyễn Hữu Thiết tạo thành một đôi song ca nổi tiếng vào thập niên 50 của thế kỷ trước..

## Cuộc đời
Ca sĩ Ngọc Cẩm, tên thật là Nguyễn Thị Ngọc Tuyết, sinh năm 1930 tại Phú Vang, Huế.
Khoảng năm 1946, bà bắt đầu đi hát. Tên tuổi bà nổi tiếng với các ca khúc như Trăng rụng xuống cầu, Gạo trắng trăng thanh, Lời người ra đi,...Cũng trong lúc này, bà cũng tham gia chiến khu cùng với Nguyễn Hữu Thiết, sau này là chồng của bà từ năm 1948. Đám cưới của bà được tổ chức tại trong chiến khu, tuy nhiên sức khỏe bà không được cho phép nên phải rời chiến khu về thành vào năm 1953.. 
Năm 1954, bà vào Sài Gòn sinh sống. Tuy nhiên, sau này bà ngừng đi hát và thỉnh thoảng xuất hiện lại trong các băng nhạc cùng với chồng. Bà cũng có viết một số bài hát cùng với chồng là nhạc sĩ Nguyễn Hữu Thiết. Bà đã từng xuất hiện trên bìa nhạc Tiếng chuông chiều thu và Anh về mùa thu này của Nguyễn Hữu Thiết.
Sau năm 1975, bà cùng Nguyễn Hữu Thiết và nhạc sĩ Văn Lương lập ra đoàn ca nhạc Hương Miền Nam, bao gồm những ca sĩ như Bảo Yến, Thế Sơn, Thủy Tiên,...khi những người này còn ở trong  nước. Lần cuối bà xuất hiện chính là chương trình Những ca khúc vượt thời gian - Đêm nhạc Nguyễn Hữu Thiết cùng với con gái là ca sĩ Hồng Hạnh.. 
Bà qua đời vào ngày 2 tháng 11 năm 2020, hưởng thọ 91 tuổi. .
Bà có chồng là nhạc sĩ Nguyễn Hữu Thiết, kết hôn vào năm 1948 khi bà còn ở chiến khu, và có 8 người con, trong đó có ca sĩ Hồng Hạnh và Hồng Danh nối nghiệp theo cha mẹ.

## Các ca khúc tiêu biểu mà bà đã trình diễn
- Các anh đi
- Các anh về
- Đôi bờ Bến Hải
- Du kích sông Thao
- Lời người ra đi
- Đường về hai thôn
- Gạo trắng trăng thanh
- Anh sẽ về
- Trăng về thôn dã
- Vợ chồng quê
- Nụ tầm xuân
- Lời người ở lại
- Anh đi mai về
- Anh đi chiều thu ấy
- Lúa vàng
- Một miếng trầu duyên
- Múc ánh trăng vàng
- Người đã đi rồi
- Thương tà áo bay
- Nhìn theo xe hoa
- Tiếng hái đêm
- Tình sầu biên giới
- Trăng rụng xuống cầu
- Thao thức
- Tiếng hát trên ngàn

## Băng nhạc
- Băng nhạc Nguyễn Hữu Thiết - Ngọc Cẩm 1 : Tiếng hát quê hương hoà bình
- Băng nhạc Nguyễn Hữu Thiết - Ngọc Cẩm 2: 18 tình khúc quê hương yêu dấu
- Băng nhạc Nguyễn Hữu Thiết - Ngọc Cẩm 3: Tiếng hát quê hương hoà bình (1973)
- Băng nhạc Nguyễn Hữu Thiết - Ngọc Cẩm 4: Quê hương, hoà bình và tình yêu
- CD Tìm mãi thương yêu (2006)